# Cormoran des Auckland
Leucocarbo colensoi
Espèce
Synonymes
- Phalacrocorax colensoi

Statut de conservation UICN

 VU D2 : Vulnérable
Le Cormoran des Auckland (Leucocarbo colensoi) est une espèce d'oiseau de la famille des phalacrocoracidés endémique de Nouvelle-Zélande.

## Distribution et population
La Cormoran de Campbell niche exclusivement sur les îles Auckland situées au sud de l'Île du Sud de la Nouvelle-Zélande. C'est la seule espèce de cormoran sur ces îles. La population est estimée à moins de 2 000 oiseaux.